# Carolina Klüft
Carolina Klüft (Borås, Suècia; 2 de febrer de 1983) és una exatleta sueca especialitzada en proves combinades, que va ser campiona olímpica, mundial i europea d'heptatló. També va competir amb freqüència en salt de longitud.
L'any 2000, amb 17 anys, es va proclamar campiona del món junior d'heptatló a Santiago de Xile. El 2002 tornaria a repetir triomf en els mundials junior disputats a Kingston, Jamaica.
Precisament el 2002 va ser l'any que es va donar a conèixer a nivell internacional. A l'hivern va ser tercera en els europeus indoor de Viena, Àustria, en la prova de pentatló (en indoor es disputa el pentatló que consisteix en cinc proves, mentre a l'aire lliure es disputa l'heptatló, que són set), i ja a l'estiu va conquistar a Múnic, Alemanya el seu primer gran triomf, l'or dels Campionats d'Europa de Múnic. A més la seva marca de 6.542 punts va ser la millor del món aquell any.
En 2003 va consolidar el seu domini, primer proclamant-se campiona mundial indoor a Birmingham, Anglaterra, i a l'estiu campiona del món a l'aire lliure a París. Precisament en aquella cita va aconseguir batre per primera vegada la barrera dels 7000 punts, amb 7.001, i va tornar a liderar el rànquing de l'any. Era la tercera dona en la història a superar aquesta marca. El seu gran rival a París va ser la francesa Eunice Barber que va acabar segona.
Aquell any també va millorar substancialment la seva millor marca en salt de longitud, amb 6'86, la cinquena mundial de l'any en aquesta prova.
El 2004 va continuar la seva hegemonia aconseguint el seu triomf més important, la medalla d'or d'heptatló dels Jocs Olímpics d'Atenes, amb 6.952 punts. El seu avantatge de més de 500 punts sobre la segona classificada, la lituana Austra Skujyte, és la major de la història olímpica. A més a Atenes Klüft va disputar també la prova de salt de longitud i es va classificar per a la final, en la qual va ser 11a.
Amb el seu triomf a Atenes aconseguia la triple corona, de campiona olímpica, mundial i europea, demostrant ser la reina de les proves combinades. A més al juliol d'aquell mateix any va aconseguir a Tallin, Estònia, la seva millor marca en salt de longitud, 6.97, la sisena del món aquell any.

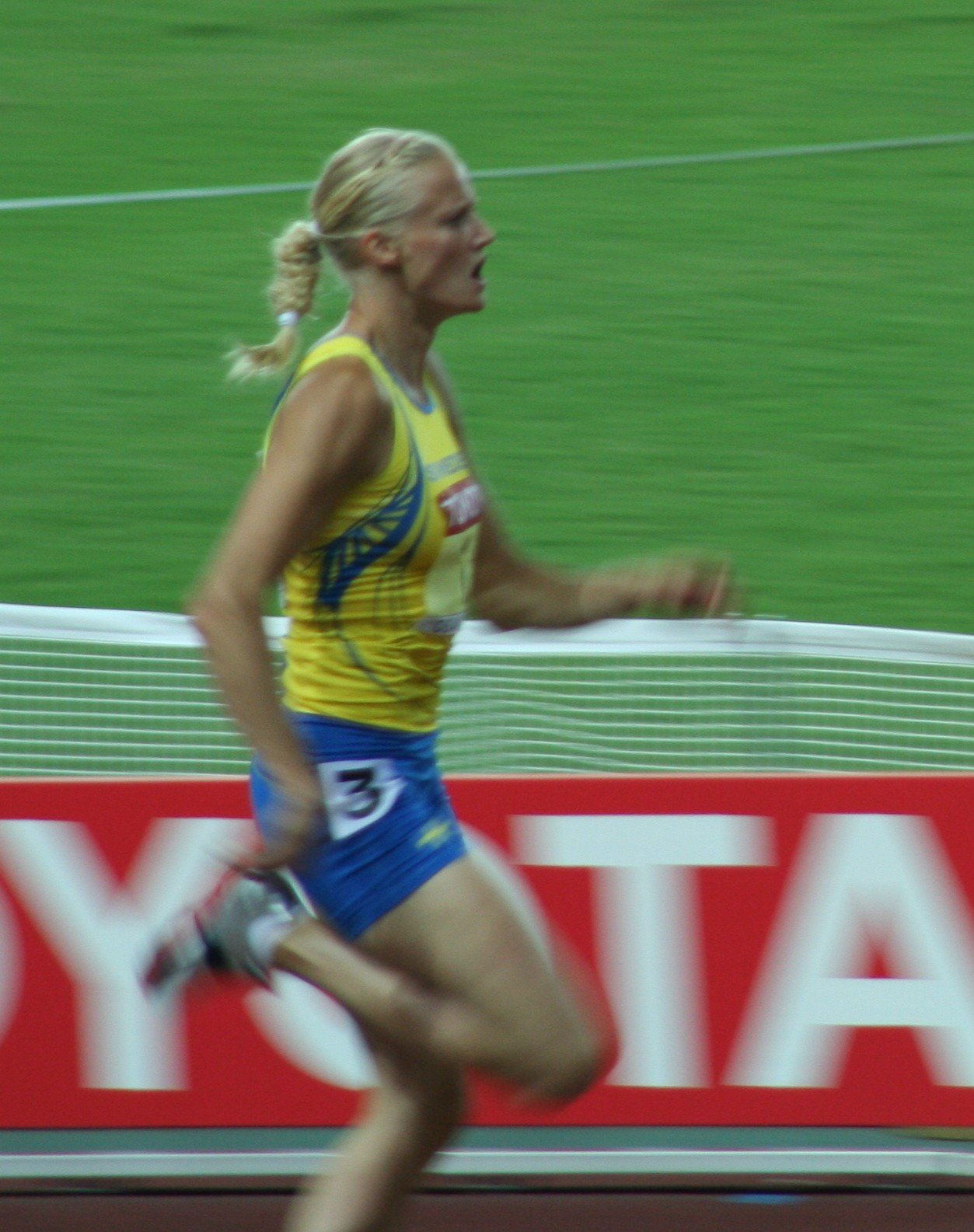
Carolina Klüft, durant la prova dels 800 metres llisos de l'heptatló dels campionats mundials d'atletisme de 2007, a Osaka. A més d'alçar-se amb l'or de l'heptatló, va establir el rècord d'Europa de la prova, amb una puntuació de 7.032.

El 2005 les coses se li van posar més difícils. Encara que en l'hivern va guanyar el títol europeu indoor a Madrid, va estar a punt de no participar en els mundials a l'aire lliure de Hèlsinki, Finlàndia, a causa d'una lesió. No obstant això es va presentar a la competició i va aconseguir revalidar el seu títol de campiona del món, amb 6.887 punts, tot i la dura competència per part de la francesa Eunice Barber, que la va estrènyer fins a l'última prova, els 800 metres, i a punt va estar de vèncer-la. Com a detall curiós, la marca de Klüft en el salt de longitud dins de l'heptatló (6'87) li hagués donat la medalla de plata en aquesta especialitat.
Carolina era una gran competidora i una de les figures més carismàtiques de l'atletisme en el seu moment, per l'obstinació que posava en totes les proves en què participava, i el seu permanent somriure. En l'heptatló va destacar en les proves de salts i de carreres, però va tenir el seu punt més fluix en els llançaments. Això li va fer difícil acostar-se al rècord del món de la nord-americana Jackie Joyner-Kersee, que el té des de 1988 amb 7.291 punts.
Una lesió durant un míting la va deixar fora dels Jocs Olímpics de Londres 2012, i aquell mateix any va anunciar la seva retirada.

## Palmarès internacional
| Any  | Esdeveniment              | Seu                      | Lloc | Disciplina |
| ---- | ------------------------- | ------------------------ | ---- | ---------- |
| 2002 | Campionat Europeu         | Múnic ( Alemanya)        | 1ra. | heptatló   |
| 2003 | Campionat Mundial en Sala | Birmingham ( Regne Unit) | 1ra. | pentatló   |
| 2003 | Campionat Mundial         | París ( França)          | 1ra. | heptatló   |
| 2004 | Jocs Olímpics             | Atenes ( Grècia)         | 1ra. | heptatló   |
| 2005 | Campionat Mundial         | Hèlsinki ( Finlàndia)    | 1ra. | heptatló   |
| 2005 | Campionat Europeu Indoor  | Madrid ( Espanya)        | 1ra. | pentatló   |
| 2006 | Campionat Europeu         | Göteborg ( Suècia)       | 1ra. | heptatló   |
| 2007 | Campionat Europeu Indoor  | Birmingham ( Regne Unit) | 1ra. | pentatló   |
| 2007 | Campionat Mundial         | Osaka ( Japó)            | 1ra. | heptatló   |

## Millors marques
- Heptatló - 7.032 (2007)
  - 100 metres barres - 13.15 (2005, 2007)
  - Salt de longitud - 6.97 (2004)
  - Llançament de pes - 15.05 (2006)
  - 200 metres - 22.98 (2003)
  - 800 metres - 2.08.89 (2005)
  - Salt d'altura - 1.95 (2007)
  - Llançament de javelina - 50.96 (2006)

Una altra disciplina:
- Triple salt - 14.29 (2008)